# Physoconops varipes
Physoconops varipes är en tvåvingeart som först beskrevs av Krober 1915.  Physoconops varipes ingår i släktet Physoconops och familjen stekelflugor.
Artens utbredningsområde är Paraguay. Inga underarter finns listade i Catalogue of Life.